# Nadelhalterplatte
Nadelhalterplatten sind gehärtete Einsätze mit einem Halteprofil und werden bei chirurgischen Instrumenten wie Nadelhaltern im Zangenmaul eingelötet.

## Arten von Nadelhalterplatten
Nadelhalterplatten gibt es als gepresste Hartmetallplatten, dabei wird das Oberflächenprofil direkt mit der Pressform in den Grundkörper eingepresst. Hochwertigere und präzisere Nadelhalterplatten werden geschliffen, dabei wird ein Grundkörper aus Hartmetall mit speziellen Diamantscheiben durch Schleifen bearbeitet. Durch das eingepresste oder speziell eingeschliffene, meist pyramidenförmige Zahnprofil wird beim Fassen der chirurgischen Nadel eine optimale Griffigkeit erreicht. Der Hartmetalleinsatz gewährleistet die notwendige Formstabilität des eingeschliffenen Profils. Er erhöht zudem die Lebensdauer und den Grip.